# 南仙台車站
南仙台車站（日语：／ Minami-sendai eki */?）是一由東日本旅客鐵道（JR東日本）所經營的鐵路車站，位於日本宮城縣仙台市太白區田中。南仙台車站是JR東日本東北本線沿線的車站，但在實際運務上包括JR東日本常磐線上的列車，與仙台機場鐵道及JR東日本聯營的仙台機場Access線上之列車都會途經本站。南仙台車站是JR東日本仙台支社管轄範圍內的車站之一，但由名取車站代管，根據JR系統的特定都區市內制度，南仙台車站屬於「仙台市內」的範圍，也是東北本線上仙台市內範圍的南界。
南仙台車站在1924年設站之初原名陸前中田，但在1963年時更改為現名。站名中的「南仙台」大約是指車站周邊中田、西中田一代的通稱，但並非正式地名。

## 車站結構
側式月台1面1線與島式月台1面2線，合計2面3線的地面車站。站舍位於東側。

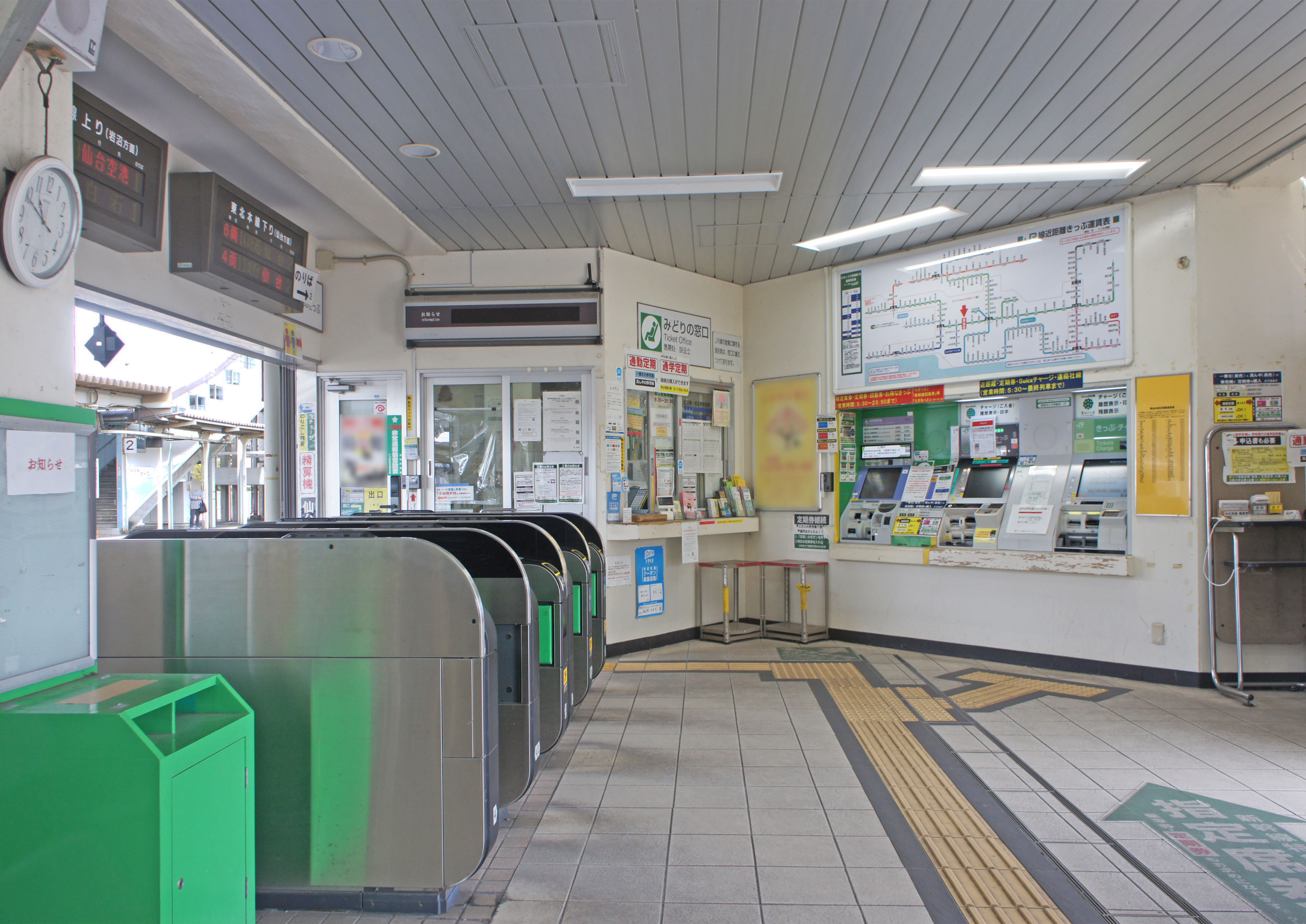
檢票口與售票機（2022年4月）
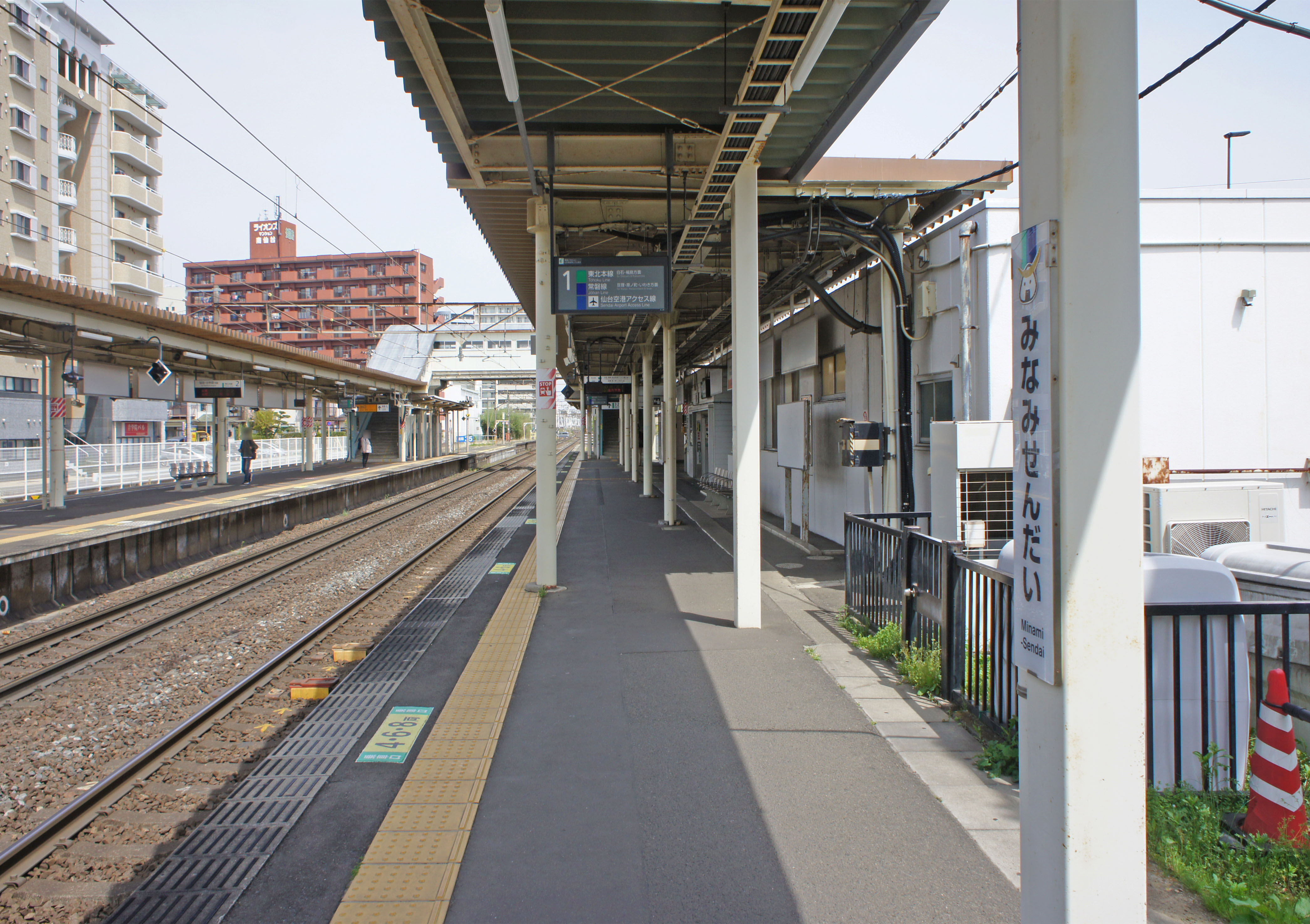
1號月台（2022年4月）
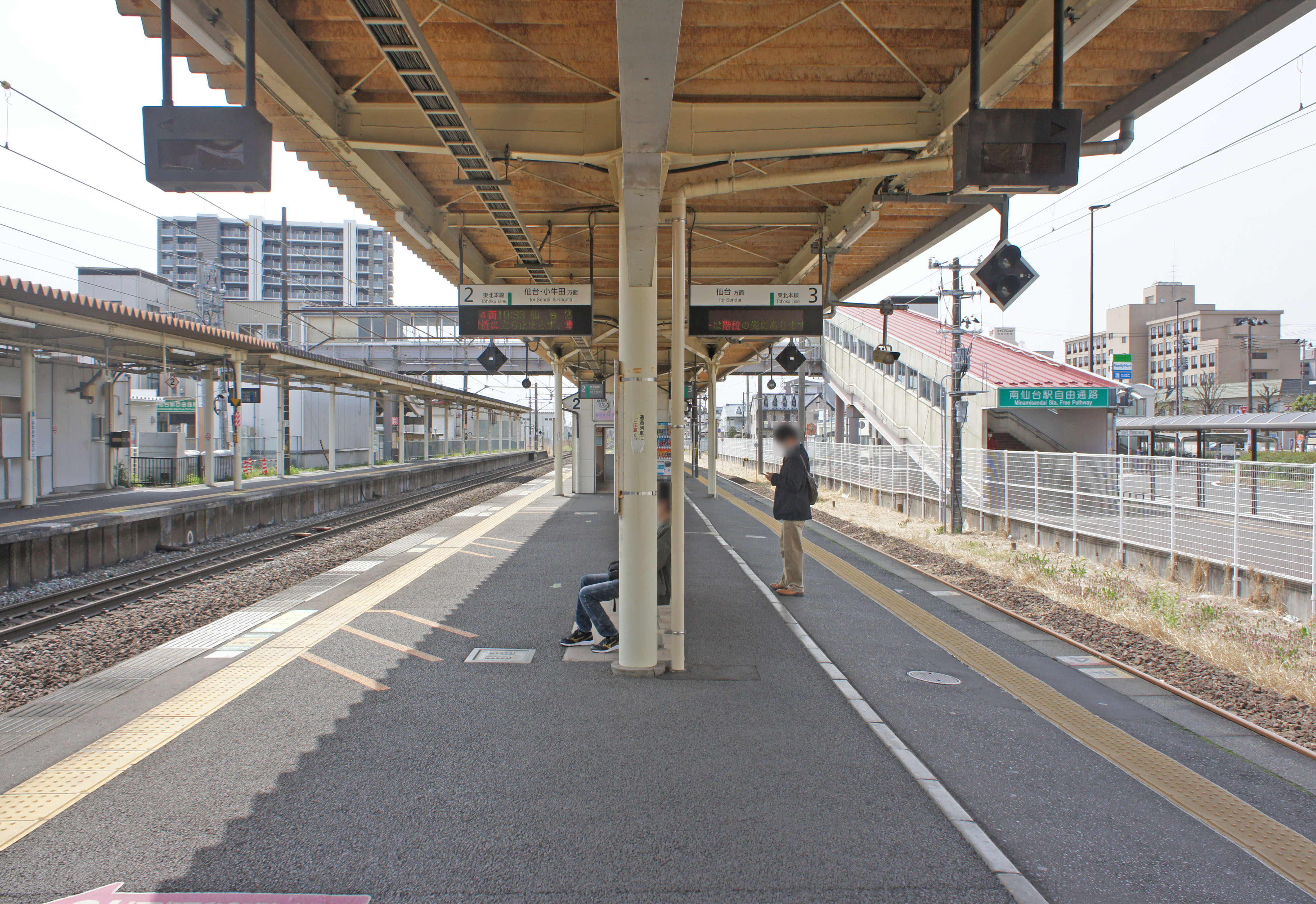
2・3號月台（2022年4月）

### 月台配置
| 月台 | 路線                                         | 方向 | 目的地           |
| ---- | -------------------------------------------- | ---- | ---------------- |
| 1    | ■東北本線                                    | 上行 | 白石、福島方向   |
| 1    | ■常磐線                                      | 上行 | 亘理、濱吉田方向 |
| 1    | ■仙台機場Access線                            | 上行 | 仙台機場方向     |
| 2、3 | ■東北本線 （包括■常磐線、■仙台機場Access線） | 下行 | 仙台、小牛田方向 |

## 相鄰車站
東日本旅客鐵道
■東北本線、■常磐線、■仙台機場Access線
□快速「仙台城市快速」
名取－南仙台－長町
□快速（仙台機場Access線）
通過
■普通
名取－南仙台－太子堂

## 外部連結
- （日語）南仙台站（JR東日本） （页面存档备份，存于）